# Dimitrie Macrea
Dimitrie Macrea (n. 21 iulie 1907, Fântâna, comitatul Târnava Mare – d. 5 noiembrie 1988, București) a fost un fonetician și lingvist român, profesor universitar, membru corespondent (din 1965) al Academiei Române.

## Biografie

### Profesiune
A coordonat lucrările de elaborare a Dicționarului limbii romîne literare contemporane (1955-1957) și a Dicționarului limbii romîne moderne (1958), precum și lucrările de definitivare a Gramaticii limbii romîne, în două volume (1954). De asemenea, a fost coordonator principal al Dicționarului Enciclopedic Român, în patru volume (1962 -1966).
Dimitrie Macrea a mai publicat studii de fonetică, geografie lingvistică, statistică lingvistică, de istorie a limbii și a lingvisticii.

## Distincții
- Ordinul Muncii clasa a II-a (21 august 1954) „pentru merite deosebite pe tărîmul construcției de stat, economice, sociale și culturale, cu ocazia celei de a zecea aniversări a eliberării patriei noastre”[4]
- titlul de Profesor Emerit al Republicii Populare Romîne (18 august 1964) „pentru activitate deosebită în domeniul cercetării științifice și contribuție la dezvoltarea învățămîntului superior”[5]

## Contribuții
- Dicționarul limbii romîne literare contemporane (DLRLC), 1955 - 1957
- Dicționarul limbii romîne moderne (DLRM), 1958
- Gramatica limbii romîne, 1954
- Lingviști și filologi romîni, 1959
- Probleme de lingvistică romînă, 1961
- Dicționar Enciclopedic Român, 1962 - 1966
- Studii de istorie a limbii și a lingvisticii române, 1965